# Dzień Świętego Szczepana
Dzień Świętego Szczepana – święto obchodzone na pamiątkę świętego Szczepana (pierwszego chrześcijańskiego męczennika) 26 grudnia w Kościele rzymskokatolickim i 27 grudnia w Kościołach wschodnich. Kościół prawosławny obchodzi Dzień Świętego Szczepana 27 grudnia według kalendarza juliańskiego, tzn. obecnie 9 stycznia według kalendarza gregoriańskiego. W wierze chrześcijańskiej dzień Świętego Szczepana przypada na drugi dzień świąt Bożego Narodzenia.
Jest to oficjalne święto państwowe w Alzacji i Mozeli (Francja), Austrii, Balearach, Bośni i Hercegowinie, Katalonii, Chorwacji, Czechach, Danii, Estonii, Finlandii, Niemczech, Irlandii, we Włoszech, Luksemburgu, Macedonii Północnej, Czarnogórze, Norwegii, Filipinach, w Polsce, Rumunii, Serbii, Słowacji, Słowenii, Szwecji, Ukrainie i Szwajcarii. Dzień ten jest także dniem wolnym od pracy w Australii, Kanadzie i Wielkiej Brytanii, gdzie zamiast dnia Świętego Szczepana obchodzi się Boxing Day.

## Irlandia

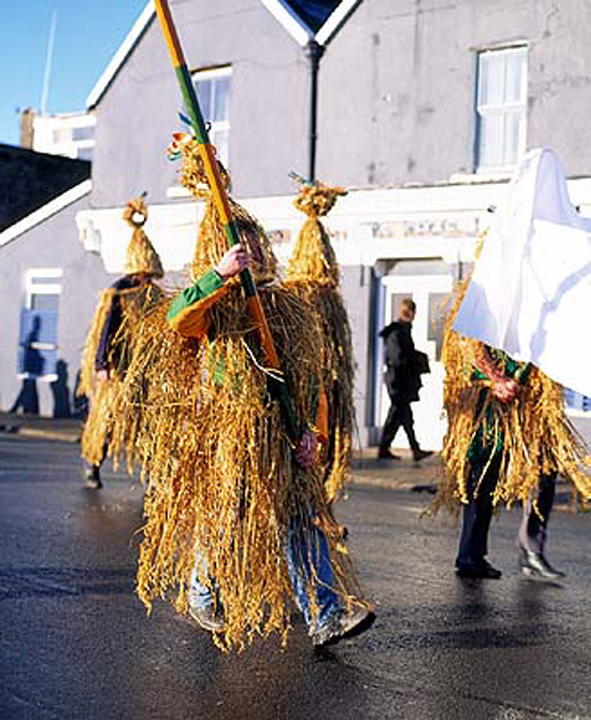
Wrenboys w An Daingean w Irlandii

W Irlandii jest to jedno z dziewięciu oficjalnych świąt.
W języku irlandzkim nazywa się Lá Fhéile Stiofáin lub Lá an Dreoilín - Wren Day. W tym kontekście słowo "wren" jest często wymawiane jako "ran". Nazwa ta wiąże się z wieloma legendami, pochodzącymi nawet z mitologii irlandzkiej, łączącymi epizody z życia Jezusa i strzyżyka. W tym dniu ludzie zakładają stare ubrania, słomiane kapelusze i wędrują od drzwi do drzwi wraz ze sztucznymi strzyżykami (pierwotnie były one zabijane), śpiewają kolędy i tańczą. Obecnie tradycja ta jest zdecydowanie mniej popularna niż kilka pokoleń temu. Irlandzcy kolędnicy zwani są "wrenboys". W hrabstwach Galway i Kerry obchodzony jest także Mummer's Festival. Mumming to także tradycja obchodzona w hrabstwie Fermanagh w irlandzkiej prowincji Ulster. Dzień Świętego Szczepana to dzień, w którym rodziny nawzajem się odwiedzają oraz chodzą do teatru na pantomimę.
W przeważającej części prowincji Ulster dzień ten zazwyczaj nazywany jest Boxing Day, zwłaszcza w Irlandii Północnej i hrabstwie Donegal (głównie East Donegal i Inishowen).

## Walia
Dzień Świętego Szczepana w Walii znany jest jako Gŵyl San Steffan, obchodzony co roku 26 grudnia. Jeden ze zwyczajów walijskich, przerwany w XIX wieku, polegał na upuszczaniu krwi bydłu i biciu gałęziami ostrokrzewu śpiochów i służących. Ceremonia podobno miała przynieść szczęście.

## Katalonia
Dzień Świętego Szczepana (Sant Esteve) obchodzony 26 grudnia jest tradycyjnym katalońskim świętem. Jest obchodzony zaraz po świętach Bożego Narodzenia, uświęcony świąteczną ucztą, na którą składa się cannelloni. Jest on najczęściej nadziewany indykiem lub mięsem z zupy escudelli.

## Austria, Czechy, Niemcy i Polska
Stephanitag jest dniem wolnym od pracy głównie w katolickiej Austrii. W Archidiecezji Wiedeńskiej święto Świętego Szczepana obchodzone jest w niedzielę podczas Oktawy Narodzenia Pańskiego. Na terenach Bawarii do dziś zachowane są liczne starożytne zwyczaje, takie jak uroczyste przejażdżki konne, błogosławieństwo koni lub tzw. rytuał picia, świętowany głównie przez młodych mężczyzn tuż po obrzędach kościelnych. 
Drugi dzień Świąt Bożego Narodzenia (z  niemieckiego Zweiter Weihnachtsfeiertag, z czeskiego druhý svátek vánoční) obchodzony 26 grudnia jest świętem państwowym w Polsce, Niemczech i Czechach.

## Serbia
Święty Szczepan jest patronem Serbii. Dzień Świętego Szczepana przypada na 9 stycznia, ponieważ  Serbski Kościół Prawosławny przestrzega kalendarza juliańskiego. Średniowieczni władcy Serbii na koronacjach przybierali imię Stefan (Stephen). Ten dzień nie jest świętem państwowym w Serbii.

## Republika Serbska
Święty Szczepan (Stefan) jest także patronem Republiki Serbskiej, jednej z dwóch części składowych Bośni i Hercegowiny. Dzień Świętego Szczepana jest obchodzony 9 stycznia jako Dzień Republiki Serbskiej. W głównej mierze jest to dzień upamiętniający wydarzenia z 1992 roku, a nie święto religijne. 

## Finlandia
Najbardziej znaną tradycją związaną z tym dniem są organizowane kuligi. W przeciwieństwie do Bożego Narodzenia (i Wigilii), które były obchodzone w sposób podniosły i spokojny, drugi dzień świętowano radośnie.
Kolejną tradycją były parady. W niektórych rejonach, ich celem było przetestowanie przyszłego małżonka. W dzień św. Szczepana odbywało się też wiele wesel. Na obecne tradycje składają się tańce z okazji dnia św. Szczepana, które odbywają się w restauracjach i w salach tanecznych.